# Sugubine
Sugubine (izvirno srbsko Сугубине) je naselje v Srbiji, ki upravno spada pod Občino Sjenica; slednja pa je del Zlatiborskega upravnega okraja.

## Demografija
V naselju živi 131 polnoletnih prebivalcev, pri čemer je njihova povprečna starost 35,1 let (35,5 pri moških in 34,6 pri ženskah). Naselje ima 34 gospodinjstev, pri čemer je povprečno število članov na gospodinjstvo 5,38.
Po podatkih popisa iz leta 2002 večino prebivalstva predstavljajo Bošnjaki, v času zadnjih treh popisov pa je opazno zmanjšanje števila prebivalcev.
|  |

| Demografija | Demografija     | Demografija     |
| Leto        | Št. prebivalcev | Št. prebivalcev |
| ----------- | --------------- | --------------- |
|             |                 |                 |
|             |                 |                 |
|             |                 |                 |
|             |                 |                 |
| 1948        | 321             |                 |
| 1953        | 334             |                 |
| 1961        | 343             |                 |
| 1971        | 360             |                 |
| 1981        | 307             |                 |
| 1991        | 251             | 249             |
| 2002        | 215             | 183             |
|             |                 |                 |

| Etnična sestava po popisu iz leta 2002 | Etnična sestava po popisu iz leta 2002 | Etnična sestava po popisu iz leta 2002 | Etnična sestava po popisu iz leta 2002 | Etnična sestava po popisu iz leta 2002 |
| -------------------------------------- | -------------------------------------- | -------------------------------------- | -------------------------------------- | -------------------------------------- |
| Bošnjaki                               | Bošnjaki                               |                                        | 175                                    | 95,62%                                 |
| Muslimani                              | Muslimani                              |                                        | 6                                      | 3,27%                                  |
| Srbi                                   | Srbi                                   |                                        | 1                                      | 0,54%                                  |
| Neznano                                | Neznano                                |                                        | 1                                      | 0,54%                                  |